# Géographie de la Palestine
 (novembre 2021).
Si vous disposez d'ouvrages ou d'articles de référence ou si vous connaissez des sites web de qualité traitant du thème abordé ici, merci de compléter l'article en donnant les références utiles à sa vérifiabilité et en les liant à la section « Notes et références ».

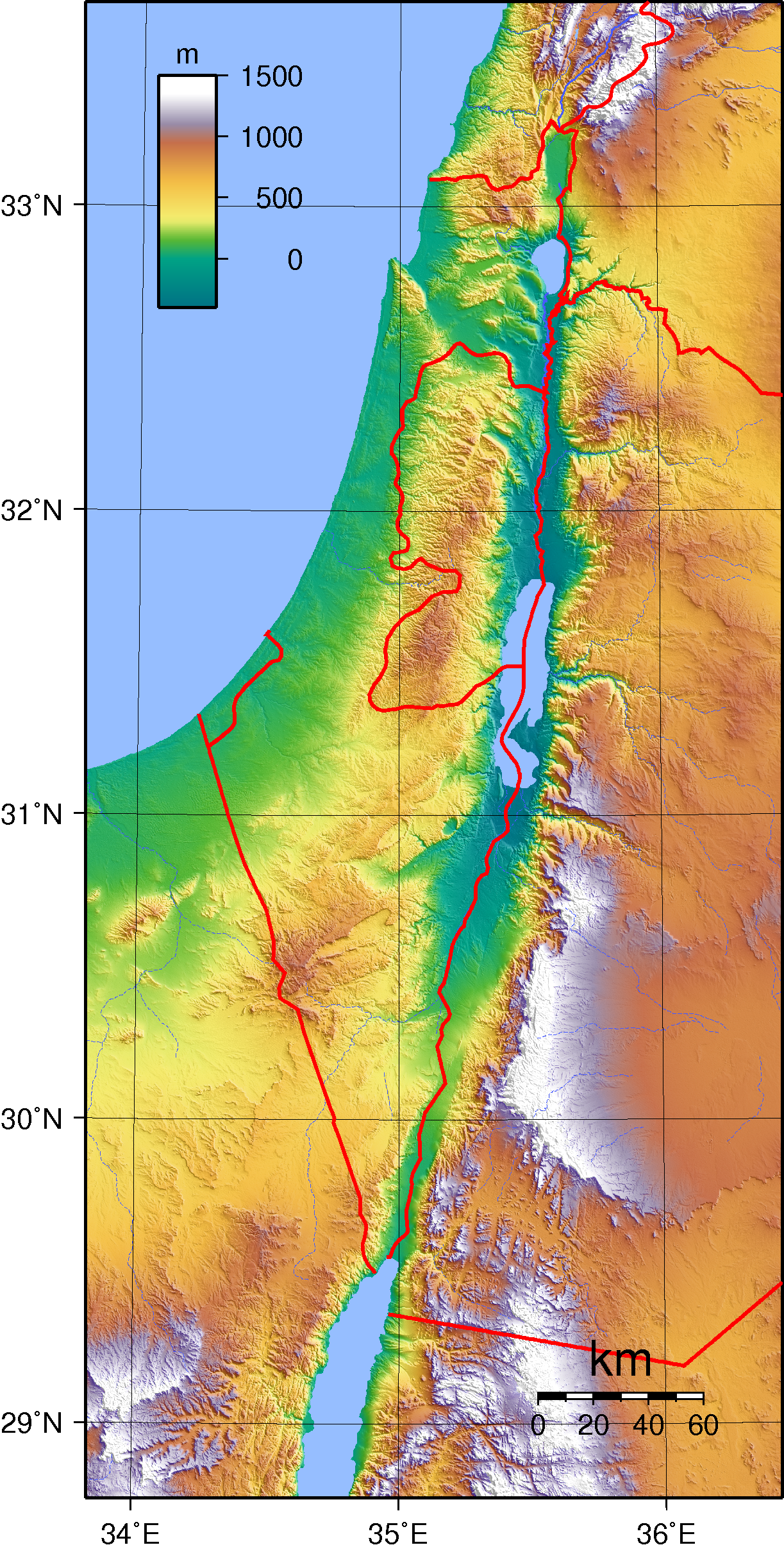
Carte topographique de la Palestine.

La Palestine présente des caractéristiques topographiques, décrites selon une division en quatre zones distinctes[Lesquelles ?]. 
L'altitude varie de 423 mètres au-dessous de la mer pour être ainsi le point le plus bas du monde sur les rives de la mer Morte, et à 1 208 mètres au-dessus de la mer au sommet du mont Jarmuk et à 1 020 mètres au sommet des monts Hébron.

## Position stratégique
Dans les temps anciens, la Palestine était représentée comme l'une des routes commerciales importantes qui relie le berceau des civilisations et la vallée du Nil, d'une part, et, d'autre part, le sud de la péninsule arabique et le berceau des civilisations au nord du levant à l'Irak.

## Frontières et superficie
Les frontières entre l'Égypte et la Palestine ont été tracées en 1906, des frontières ont été définies pour séparer la Palestine de la Syrie et du Liban à la fin de 1920 sous convention française-britannique et la société des Nations approuve l'exposé des motifs britannique concernant la démarcation de la frontière orientale entre la Palestine et la Jordanie orientale le 23 septembre 1922.
Le mandat britannique en Palestine a une superficie de 2 km[Quoi ?], et la longueur totale de ses frontières terrestres et maritimes est de 949 km, dont 719 sont des frontières terrestres et 230 sont des limites d'un lac. La frontière jordano-palestinienne occupe la plus longue frontière terrestre de la Palestine, avec une longueur de 360 km, tandis que la longueur de la frontière avec l'Égypte atteint 210 km, avec le Liban 79 et avec la Syrie 70 km.